# Marc R. Bachmann

Marc R. Bachmann (ca. 1980)

Marc Rudolf Bachmann (* 1. März 1928 in Winterthur; † 20. Mai 1990 ebenda; heimatberechtigt in Langnau im Emmental) war ein Schweizer Agrarwissenschaftler und Hochschullehrer.

## Leben
Marc R. Bachmann, Sohn des Maschinentechnikers Jean und der Ida Henriette Helena (geborene Hirzel), war ab 1960 in erster Ehe mit Anna Lena Cloetta, Tochter von Josty Bernhard, verheiratet. 1973 heiratete er seine zweite Ehefrau Marianne Hofmann, Tochter von Hugo Hofmann.
Bachmann absolvierte von 1944 bis 1946 eine Landwirtschaftslehre und studierte anschliessend bis 1948 am landwirtschaftlichen Technikum Strickhof in Zürich. Im Jahre 1951 schloss er die Schule mit der Matura ab. Danach absolvierte Bachmann von 1951 bis 1956 ein Agronomiestudium an der ETH Zürich. Ebendort war er zwischen 1956 und 1960 als Assistent am Milchtechnischen Institut der ETH Zürich tätig. 1960 erlangte er den Doktortitel (Dr. sc. techn.). Nach seiner Promotion arbeitete er von 1960 bis 1968 als Land- und Milchwirtschaftsexperte bei der EDA (European Dairy Association), wobei er wegweisende Arbeit für die eidgenössische Entwicklungshilfe leistete. Von 1968 bis 1971 war Bachmann als Oberassistent am Labor für Milchwirtschaftslehre der ETH Zürich tätig. Von 1971 bis 1977 war er ausserordentlicher und zwischen 1977 und 1990 ordentlicher Professor für Milchwirtschaftslehre und Entwicklungszusammenarbeit. Zusätzlich war er ab 1988 Vorsteher der Landwirtschaftsabteilung.
Marc R. Bachmann betreute diverse Entwicklungsprojekte und war unter anderem technischer Berater der Weltbank. Seine Hauptarbeitsgebiete waren die Förderung der Nahrungsmittelproduktion in Entwicklungsländern mit lokal angepassten Methoden und die gewerbliche Käseherstellung in der Schweiz.